# Asmate obsoletissima
Asmate obsoletissima är en fjärilsart som beskrevs av Edward Alfred Cockayne 1952. Asmate obsoletissima ingår i släktet Asmate och familjen mätare. Inga underarter finns listade i Catalogue of Life.